# Киянка Оксана
Киянка Оксана (*1950) — українська поетеса, прозаїк.

## З біографії
Народилася 1950 року у Бельгії. Перші вірші були надруковані в 1961 році. Мешкає в США.

## Творчість
- Киянка А. Верба з підмитим корінням // Слово. Збірник 7. — Едмонтон: ОУП «Слово», 1978. — С. 125—130.
- Лубська О., Киянка О. Каруселя. Збірка для дітей. — Пітсбург, 1975. — 15 с.